# Fondation internationale N. D. Kondratiev
La fondation internationale N. D. Kondratiev (Международный фонд Н.Д. Кондратьева) est un organisme de recherche international fondé en 1992 à Moscou lors d'une conférence internationale dédiée au centenaire de la naissance de Nikolaï Kondratiev.
La fondation est accréditée par le département des sciences sociales de l'Académie des sciences de Russie.

## Médaille Kondratiev
| Année            | Or | Argent | Bronze                                                                                  |
| ---------------- | --- | --- | --------------------------------------------------------------------------------------- |
| 1995             | Serguei Yourievitch Glasiev (ru) Russie Wilhelm Krelle (de) Allemagne                                                                                   | A. I. Subetto Russie Cesare Marchetti Italie                                                                                    | Vladimir Falzman Russie Ivan Abramov Biélorussie                                        |
| 1998             | Youri Vladimirovitch Yakovets (ru) Russie Giancarlo Pallavicini Italie Michael Ellman (en) Pays-Bas                                                     | V. Goussarov Russie P. Maliaska Finlande                                                                                        | T. G. Semenkova Russie A. V. Semenkov Russie Arnold E. Koulinkovitch (ru) Ukraine       |
| 2001             | Igor Vassilevitch Bestouchev-Lada (ru) Russie I. Loukine Ukraine                                                                                        | Viktor T. Riasanov (ru) Russie                                                                                                  | N. A. Makacheva Russie W. Barnett Royaume-Uni Warren Samuels États-Unis                 |
| 2004             | Alexander Grigorievitch Granberg (ru) Russie Boris Nikolaievitch Kousyk Russie Immanuel Wallerstein États-Unis                                          | Pavel Aleksandrovitch Minakir Russie Tessaleno Devezas (en) Portugal                                                            | L. V. Leskov Russie Dmitry Konstantinovitch Tchistiline Ukraine                         |
| 2007             | Rouslan Semionovitch Grinberg (ru) Russie Alexander Yakovlevitch Rubinstein Russie Shu-chen Liu Chine                                                   | V. I. Kouchline Russie Christopher Freeman Royaume-Uni Paul J. J. Welfens Allemagne                                             | V. D. Adrianov Russie V. Klinov Russie                                                  |
| 2010             | Vladimir Kvint (en) Russie Viatcheslav Sentchagov Russie P. N. Klioukine Russie Masaaki Hirooka Japon                                                   | Jerzy Kleer (pl) Pologne Youri Vasilievitch Yakoutine Russie                                                                    | Sergueï Vitalievitch Tchouprov Russie, Eric Hendeler Allemagne                          |
| 2012             | Askar Akaïev Russie Andreï Korotaïev Russie Leonid Grinine (en) Russie                                                                                  | Carlota Pérez Venezuela | George Modelski (pl) Pologne/ États-Unis                                                |
| 2014             | Vladimir Igorevitch Pantine (ru) Russie Elżbieta Mączyńska-Ziemacka (pl) Pologne                                                                        | Viktor Evgenievitch Dementiev (ru) Russie William Thompson États-Unis                                                           | Sergueï Vadimovitch Tsirel (ru) Russie Leo A. Nefiodow Allemagne                        |
| 2017 Russie      | Viktor Antonovitch Sadovnitchiy Valentina Mikhailovna Bondarenko, Pavel Alexandrovitch Minakir, Georgy Borisovitch Kleiner, Natalia Andreevna Makacheva | Vil Kasimovitch Nusratullin, Vladimir Ivanovitch Suprun, Elena Aleksandrovna Tiourina                                           | Valery Ivanovitch Glazko, Mikhail Nikolaevitch Doudine, Svetlana Iourievna Roumiantseva |
| 2017 (étrangers) | Julien Vercueil (d) France, Peter Havlik Autriche, Fred Phillips États-Unis.                                                                            | Brian JL Berry États-Unis/ Royaume-Uni, Georgy Matveïevitch Derlougian (en) Arménie, Ziyad Aliabbas oglu Samadzade Azerbaïdjan, | Ibrahim Fraihat Qatar                                                                   |